# Die Ortliebschen Frauen
Die Ortliebschen Frauen ist ein 1979 entstandener, deutscher Spielfilm von Luc Bondy mit Edith Heerdegen, Libgart Schwarz und Elisabeth Stepanek in den Titelrollen. Dem Drama liegt Franz Nabls Roman Das Grab des Lebendigen zugrunde.

## Handlung
Die Ortliebschen Frauen, das sind vor allem Mutter Helene Ortlieb und ihre beiden Töchter Josefine und Anna, die der soeben verschiedene Familienvorstand Ortlieb in großer mentaler Verwirrung zurücklässt. Dies zeigt sich schon zu Beginn der Geschichte, als die drei Ortlieb-Damen von der Beerdigung heimkehren und ebenso nervös wie verstört am Türschloss herumfuhrwerken, als dieses nicht sofort zu öffnen ist. Als sie schließlich doch in die Wohnung gelangen, suchen sie dort sofort den Schutz der Dunkelheit. Diesen Schutz meinen die drei Ortliebschen Frauen und Sohn Walter dringend nötig zu haben, denn instinktiv verspüren die Hinterbliebenen, dass der Tod des Vaters bzw. Ehemanns die längst brüchig gewordene Familienbande endgültig zu zerbröseln droht.
Helene Ortlieb ist gleich einer zerbrechlichen Elfe: lebensuntüchtig, irrlichternd, etwas wunderlich und wie nicht dieser Welt. Mit dem Tod ihres Mannes flüchtet sie sich in eine Hilflosigkeit und vorgeschobene Verwirrtheit, die Altersdemenz insinuiert. Sohn Walter, ein musizierender Eigenbrötler mit verkrüppeltem Fuß, lebt in seinem Schneckenhaus und ist aufgrund seiner Behinderung als schüchtern, fast als scheu zu benennen. Auch die jüngere Tochter Anna ist eher introvertiert und überträgt ihre liebevolle Fürsorge ganz auf einen Vogel. So sieht sich die ältere der Ortlieb-Töchter, Josefine, genötigt, das Heft des Handelns in die Hand zu nehmen. Handfest und energisch versucht sie die Dinge der Familie zu ordnen und, gefangen in einem ständigen Kontroll-, Beschützer- und Alarmmodus, alles von den Ortliebs fernzuhalten, was auch nur ansatzweise als Bedrohung wahrgenommen werden könnte.
Der Feind lauert in ihren Augen überall: In Gestalt eines Vogelfutterhändlers, der, durchaus zum Wohlgefallen Annas, sich der jüngeren Schwester nähert und sie umwirbt, in Gestalt zarter Ausbruchsversuche Walters, den Josefine mehr und mehr zu reglementieren beginnt und dies mit dem notwendigen Wohlbefinden der schwächlichen Mutter begründet. Immer deutlicher wird, dass Josefine in ihrem hektischen Aktionismus, den sie mit dem Kampf um den Familienzusammenhalt begründet, sehr wohl auch eigene Verlustängste zu kompensieren beabsichtigt. Während sich Anna allmählich Josefines Kontrollwahn zu unterwerfen beginnt, versucht der bei einer Bank angestellte Walter weiterhin, seine kleinen Freiheiten zu bewahren. Als Josefine erfährt, dass Walter eine Beziehung mit einer Kollegin begonnen haben soll, ergreifen die Schwestern die ultimative Notmaßnahme und sperren den eigenen Bruder – zu „seinem eigenen Wohl“, versteht sich – in den hauseigenen Keller ein, um ihn dort auf ewig vor der feindlichen Welt da draußen zu schützen.

## Produktionsnotizen
Die Ortliebschen Frauen, eine Film-Fernseh-Coproduktion, war der erste Spielfilm des Theatermachers Bondy. Er entstand zwischen dem 27. September und dem 12. November 1979 in Berlin (West), Wien und Heiligenkreuz im Burgenland (Österreich). Der Streifen wurde am 15. Mai 1981 in Hamburg uraufgeführt.

## Kritiken
„Luc Bondys Film, der in einer seltsam zeitlosen, am Rand der Gegenwart dahinbleichenden Kleinbürgerwelt spielt, zeigt die zerstörende Kraft einer Sehnsucht nach dem Bewahrenden“ befand Der Spiegel in seiner Ausgabe vom 18. Mai 1981 und folgerte, er präsentiere „die Bürger-Idylle als Horror- und Höllenvision.“
Die Zeit annoncierte in der Überschrift kurz und knapp: “Kein Machwerk, kein Meisterwerk” und resümierte: “Nein, Kino ist das nicht, was … Libgart Schwarz da vorführt. So unauffällig schrill, so behutsam exzentrisch, so mondsüchtig rücksichtslos darf man sich vor einer Kamera eben nicht benehmen … aber ein erster Film, der Lust macht auf den zweiten.”
In Filme 1981–84 heißt es, der Film sei zwar „ambitioniert in Schauspielleistungen und Musikdramaturgie, aber weitgehend manieristisch überzogen … langatmig und blutleer inszeniert“. Bühnenregisseur Bondy wurde unterstellt, er habe „mit penetrantem Eigensinn auf den Konventionen des Theaters beharrend“ diesen Film umgesetzt.